# Обузалаул
Обузалаул — покинутый аул в Чеберлоевском районе Чеченской Республики.

## География
Аул расположен к юго-востоку от районного центра Шаро-Аргун.
Ближайшие населённые пункты: на северо-западе — Макажой, Алиханаул и Цикарой, на северо-востоке — Ихарой и Кезеной, на юго-западе — Тундух, Тунжи-Аул и Буни, на юго-востоке — Кулинхой и Харкарой.